# 락포트 (기업)

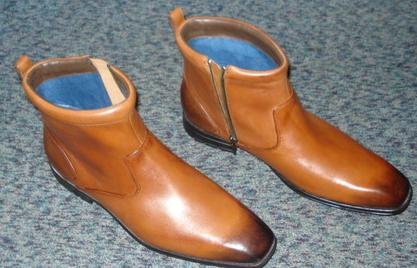
락포트

락포트(영어: Rockport Company)는 미국의 신발 브랜드이며, 전량이 아시아에서 제조되고 있다. 관련 브랜드로는 아라본, 던햄, 콥힐 등이 있다.
1971년 매사추세츠 주 말버러에서 솔 칼츠(Saul L. Katz)와 그의 아들 브루스 칼츠(Bruce R. Katz)가 설립했다. 2023년 락포트는 어센틱 브랜드 그룹에 인수됐다.